# Malla (Valle di Katmandu)
La Dinastia Malla ha governato dal 1201 circa al 1779 EC la Valle di Katmandu nel Subcontinente indiano, attualmente in Nepal. In sanscrito il termine Malla significa "lottatore". Questa dinastia non dev'essere confusa con quella dei Malla del Regno Khasa, riscoperta in particolare dalle spedizioni di Giuseppe Tucci. Il primo re Malla salì al potere nella Valle di Katmandu attorno al 1200 EC, dando il via a un'epoca d'oro che durò circa 600 anni, pur se costellata di combattimenti sui preziosi itinerari commerciali per e dal Tibet
I Malla si distinsero per il sostegno dato al maithili, lingua bihari parlata in India e in Nepal, cui a corte fu accordato uno status pari a quello del sanscrito. A Katmandu furono invitati preti bramini Maithi, le cui famiglie vi si stanziarono.

## Storia

### Primo periodo Malla
A partire dagli inizi del XII secolo in Nepal cominciarono ad apparire eminenti notabili il cui cognome si concludeva con l'espressione malla a indicare una figura di grande forza e potere. Il primo re a essere così chiamato fu Ari Malla (regno 1200–1216), dopo di che la pratica di adottare quel cognome, non soltanto pronunciato ma anche scritto, fu seguita regolarmente dai sovrani del Nepal fino al XVIII secolo. Questo lungo periodo fu testimone della continua importanza della Valle di Katmandu come centro politico, culturale ed economico del Nepal, e altre zone cominciarono a emergere come centri a loro volta di significativa importanza, sempre più connessi con la valle Secondo un'altra leggenda, Ari Dev, un re Lichchhavi, era appassionato di lotta e per questo trasformò il termine Malla in un cognome, fondando il clan. Cambiando il proprio nome da Ari Dev ad Ari Malla egli portò dunque a conclusione il regno dei Lichchhavi e diede inizio alla casata dei Malla.
Il periodo dei primi re Malla non fu di consolidamento quanto piuttosto di sommovimenti in e attorno al Nepal. Nel XII secolo popolazioni turche musulmane fondarono un potente regno in India a Delhi, e nel XIII secolo i khalji turco-afgani ne espansero il controllo sulla maggior parte dell'India settentrionale. Nel corso di tale processo tutti i regni locali dell'India furono teatro di un forte rimescolamento e di notevoli combattimenti prima di finire sotto il controllo di Delhi. Da esso derivò anche una crescente militarizzazione dei vicini del Nepal oltre che di alcune zone interne. Nell'ovest del paese, per esempio attorno a Dullu, nella valle di Jumla, si formò un centro alternativo di potere politico e militare sotto una diversa dinastia Malla, quella del Regno Khasa, che non aveva legami con i Malla di Katmandu e regnò fino al XIV secolo. Questi re Khas si espansero in parti del Tibet occidentale e tra il 1275 e il 1335 effettuarono scorrerie nella Valle di Katmandu. Nel 1312 il re khas Ripumalla visitò Lumbini e fece incidere la propria iscrizione sul famoso pilastro di Ashoka del luogo. Dopo di che entrò nella Valle di Katmandu per assistere pubblicamente alle funzioni nei templi di Matsyendra, a Pashupatinath e a Swayambhunath. Tutti atti intesi ad affermare pubblicamente la sua sovranità sul Nepal e a significare il temporaneo abbattimento del potere reale nella valle.

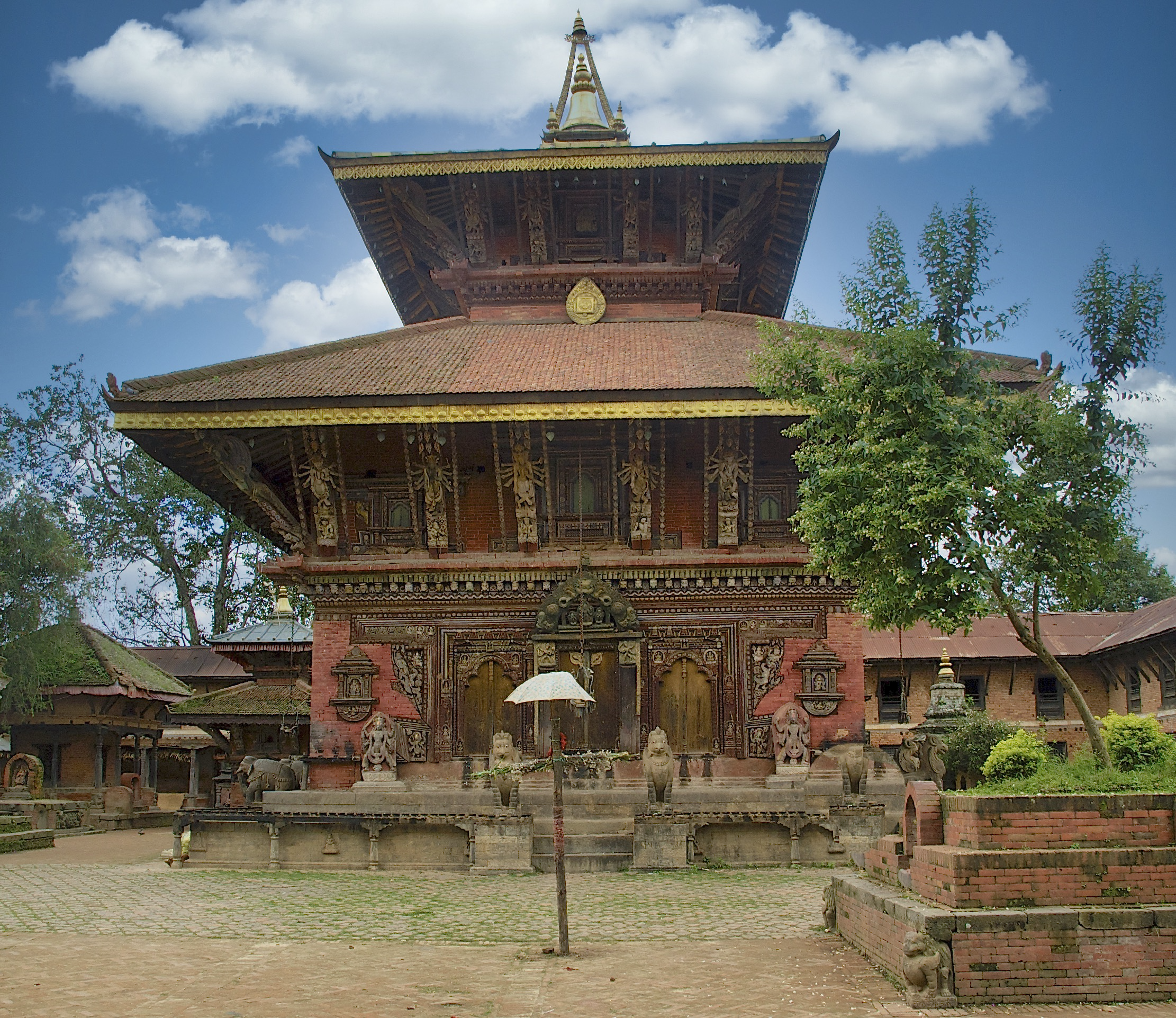
Il tempio Changu Narayan, vicino a Katmandu, nel 2010

I primi sovrani Malla della dinastia di Katmandu dovettero far fronte a diversi eventi funesti. Nel 1255 un terzo della popolazione della città (30.000 persone, tra cui il re, Abhaya Malla) morì in conseguenza del terremoto che colpì la valle con epicentro proprio in Katmandu. Una rovinosa invasione musulmana guidata dal sultano bengalese Shamsuddin Ilyas Shah nel 1345-46, durante il regno di Jayaraja Deva (1347–1361), si lasciò dietro il saccheggio di templi indù e buddisti, anche se non un effetto culturale duraturo (diversamente da quanto avvenuto nella Valle del Kashmir, rimasta musulmana fino ai giorni nostri). In India il danno fu più diffuso, e molti indù furono spinti nelle alture e montagne del Nepal, dove fondarono piccoli principati Rajvanshi. In effetti nessuno degli edifici esistenti attualmente nella valle risale a una data precedente a questa incursione, anche se pare che il sultano bengalese abbia distrutto i palazzi Lichchhavi di Managriha e Kailashkuta, danneggiando anche tutti i templi della valle di Katmandu a eccezione del Changu Narayan, che non riuscì a individuare perché si leva su alture lontane da Katmandu. Dopo tre giorni soltanto di incendi e saccheggi, tuttavia, se ne andò.
A parte questo, i primi anni dei Malla (1220–1482) furono ampiamente stabili. Durante il regno di Jayabhimdev Malla, nel 1260, furono inviati in Tibet ottanta artigiani, tra cui Araniko (1245–1306), che successivamente assurse al ruolo di alto ufficiale presso la corte della Dinastia Yuan fondata dal mongolo Kublai Khan. Grazie ai documenti storici cinesi Araniko è l'unico personaggio di questa iniziale era Malla la cui biografia ci sia nota in un certo dettaglio. (A lui, Araniko Rajmarg, è intitolato il tratto di 114 km, dal confine cino-nepalese a Katmandu, dei 920 della Autostrada dell'amicizia che unisce Lhasa alla capitale nepalese.)

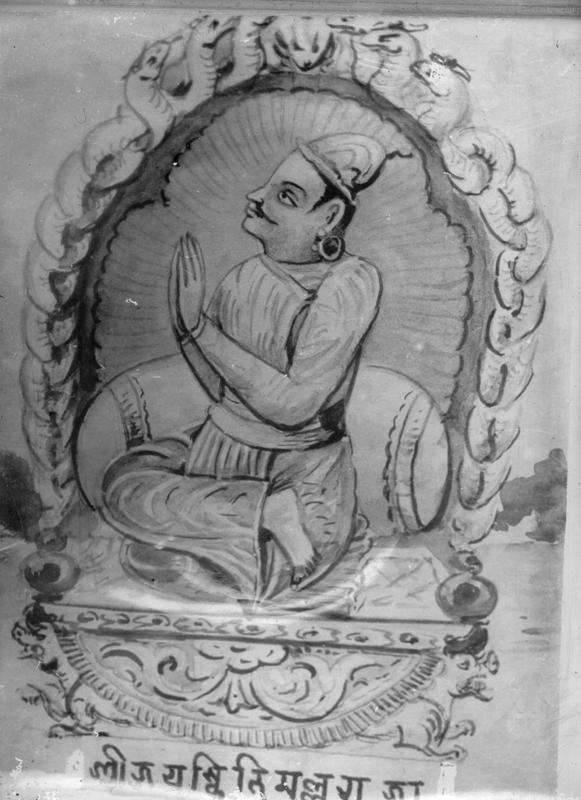
Ritratto di Jayasthiti Malla (r. 1382-1395)

Questo periodo arrivò a un alto livello sotto la terza dinastia Malla di Jayasthiti Malla (r. 1382-1395), che unificò la valle e ne codificò le leggi, compreso il sistema delle caste. Il primo periodo Malla, epoca connotata da protratti commerci e dalla reintroduzione di una moneta nepalese, vide una costante crescita delle piccole città che sarebbero diventate Katmandu, Patan e Bhaktapur (Bhadgaon). I pretendenti al trono di queste località combatterono con i loro principali rivali, i signori di Banepa, nell'est, contando sull'abbondante popolazione delle loro città. I cittadini di Bhaktapur (Bhadgaon) consideravano Devaladevi la loro legittima regina indipendente, e il fidanzamento avvenuto nel 1354 tra la sua nipote e Jayasthiti Malla, personaggio di nascita oscura ma evidentemente elevata, portò finalmente alla riunificazione del territorio e a un'attenuazione della discordia fra le città.
Nel 1370 Jayasthitimalla arrivò a controllare Patan, e nel 1374 le sue truppe sconfissero quelle di Banepa e Pharping. Dopo di che egli assunse il controllo del paese dal 1382 fino al 1395, regnando a Bhaktapur come consorte della regina e a Patan con pieno titolo regale. La sua autorità non era però assoluta, perché i signori di Banepa riuscirono a presentarsi come re ad ambasciatori cinesi dell'imperatore Ming arrivati in Nepal in questo periodo. Ciò nonostante Jayasthitimalla unificò l'intera vallata e i dintorni sotto il suo potere, conseguimento tuttora ricordato con orgoglio dai nepalesi, in particolare dai Newari. La prima codificazione comprensiva della legge in Nepal, basata sul dharma di antichi testi religiosi, è ascritta a Jayasthitimalla.
Alla morte di Jayasthitimalla i suoi figli divisero il regno e regnarono collegialmente, finché l'ultimo di essi a sopravvivere, Jayajyotirmalla, si trovò a governare da solo dal 1408 al 1428. Il figlio di quest'ultimo, Jayayakshya Malla (regno ca. 1428-82) rappresentò il culmine dei Malla come sovrani di un Nepal unito. Sotto il suo governo fu lanciata una campagna militare contro le piane del sud, un evento molto raro nella storia nepalese. Nel 1455 Jayayakshya Malla costruì il Mul Chok, che fino al terremoto del 2015 è rimasto la sezione palaziale più antica di Bhaktapur. Durante il suo regno le contese tra l'aristocrazia terriera e le più importanti famiglie cittadine (Pradhan), particolarmente acute a Patan, furono tenute sotto controllo. Zone periferiche come Banepa e Pharping rimasero indipendenti ma riconobbero la supremazia del re. Il newari comparve sempre più spesso come lingua preferita nei documenti ufficiali. I membri della famiglia reale cominciarono a riconoscere come loro dività personale Manesvari (anche chiamata Taleju), una manifestazione della consorte di Siva.
Alla morte di Yaksha Malla (1482), nipote di Jayasthiti Malla, la Valle di Katmandu fu divisa tra i suoi figli nei tre regni di Bhaktapur (Khowpa), Katmandu (Yein) e Lalitpur (Yela). Il resto di quello che oggi chiamiamo Nepal consisteva di un mosaico frammentato di una cinquantina di stati indipendenti che si estendeva da Palpa e Jumla a ovest fino a Banepa e Pharping, la maggior parte dei quali batteva una propria moneta e aveva un proprio esercito. I re più notevoli di questa era più tarda furono Pratap Malla di Kantipur, Siddhi Narasimha Malla di Lalitpur e Bhupatindra Malla di Bhaktapur.

### Periodo dei tre regni

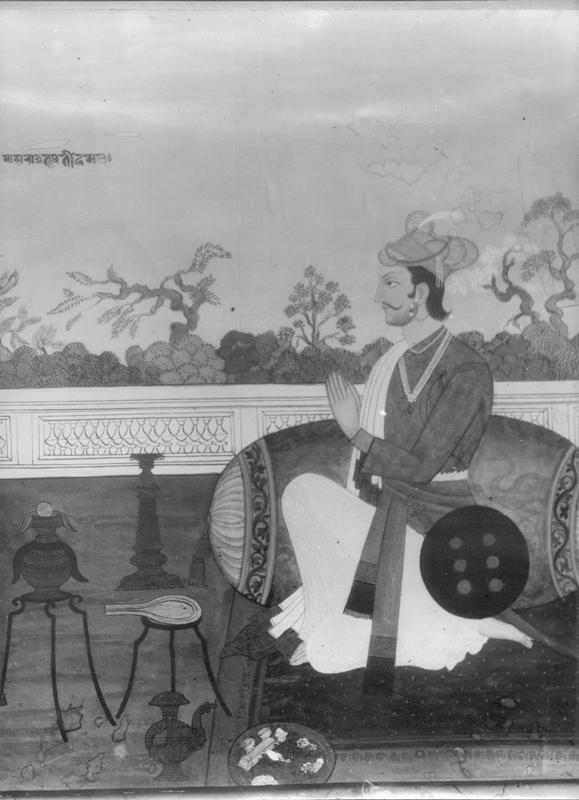
Ritratto di Bhupatindra Malla (r. 1696-1722)

Dopo il 1482, data cruciale nella storia del Nepal, il regno divenne diviso. Sulle prime i sei figli di Yakshamalla tentarono di governare collegialmente sul modello dei loro nonni. Ratnamalla fu il primo a ribellarsi a questo sistema di governo congiunto, impadronendosi di Katmandu nel 1484 e governandovi da solo fino alla morte, avvenuta nel 1520. Rayamalla, il più anziano dei fratelli, governò Bhaktapur con gli altri fratelli fino alla sua morte, allorché la corona passò a suoi discendenti. Banepa si sottrasse sotto Ramamalla fino a essere di nuovo incorporata nel regno di Bhaktapur nel 1649. Patan rimase distaccata, dominata dalle fazioni della sua nobiltà locale, finché Sivasimhamalla, un discendente di Ratnamalla, la conquistò nel 1597, unificandola con Katmandu. Alla sua morte, tuttavia, Katmandu e Patan furono assegnate a nipoti diversi e tornarono a separarsi. Il centro del Nepal rimase così diviso in tre regni in competizione, basati grosso modo su Bhaktapur (Bhadgaon), Katmandu e Patan. L'influenza di questi tre insignificanti regni all'esterno della valle variò con il tempo. Bhaktapur estese il suo fragile potere fino al Dudh Kosi a est, mentre Katmandu controllava alcune zone del nord e dell'ovest fino a Nuwakot, e Patan comprendeva territori a sud fino a Makwanpur. I rapporti tra i tre regni si fecero fortemente complessi. Anche se le tre case regnanti erano imparentate, con frequenti matrimoni incrociati, le loro dispute a causa di minuscoli accrescimenti territoriali o di mancanze di rispetto rituale li portarono frequentemente alla guerra. I re presenziavano a rituali di incoronazione o matrimonio nelle capitali l'uno dell'altro, tramando però nel contempo la caduta dei parenti.
Il periodo dei tre regni — ovvero dei Malla tardi — durò fino alla metà del XVIII secolo. La fioritura completa della cultura unica della Valle di Katmandu avvenne in questo periodo, e fu anche allora che i vecchi complessi palaziali delle tre città principali raggiunse gran parte della forma in cui essi sono arrivati al terremoto del 2015. I re basavano ancora il loro legittimo potere sul ruolo di protettori del dharma ed erano spesso finanziatori di santuari religiosi. Furono loro in questo tardo periodo Malla a costruire molti degli antichi templi della valle, gemme di arte e architettura tardo medievale (purtroppo in buona parte distrutte dal terremoto del 2015). Il bhuddismo rimase una forza vitale per gran parte della popolazione, in particolare nella sua vecchia sede di Patan. Strutture religiose dette guthi provvidero sostegno a lungo termine per forme tradizionali di culto o rituale, consentendo a terre di proprietà di templi o vihāra (monasteri) di rimanere all'interno della stessa famiglia da una generazione all'altra e favorendo così la conservazione di forme artistiche e architettoniche e di letteratura religiosa scomparse invece in altre zone dell'Asia meridionale. Il newari fu regolarmente usato come linguaggio letterario a partire dal XIV secolo e divenne la lingua principale di aree urbane e cerchie commerciali con base nella Valle di Katmandu.
Il maithili, lingua della zona Tirhut del sud, divenne di uso popolare a corte nel corso del XVII secolo, e alla fine del XX secolo era ancora parlato da molti abitanti del Terai. A ovest il Khas bhasha, ovvero la lingua dei Khas, subì un lento processo di espansione per finire con lo svilupparsi nel nepalese attuale.
Gli ultimi secoli di sovranità dei Malla assistettero a una grande trasformazione politica all'esterno della Valle di Katmandu. In India la signoria di Delhi cadde nelle mani della potente Dinastia Moghul (1526–1858), che se pure non esercitò mai un potere diretto sul Nepal, ebbe tuttavia un importante impatto indiretto sulla sua vita istituzionale. Nel corso del XVI secolo, quando i Moghul stavano diffondendo il loro potere in quasi tutta l'Asia meridionale, molti principi spossessati delle piane dell'India settentrionale trovarono riparo nelle alture ancora più a nord.
Da varie leggende si deduce che molti piccoli principati del Nepal occidentale sono stati il prodotto di immigrazione e conquista da parte di guerrieri esiliati, che hanno incrementato il lento diffondersi di lingua e cultura khas nell'ovest. Insieme a questi esiliati arrivarono la tecnologia militare moghul, tra cui armi da fuoco e artiglieria, e tecniche amministrative basate su concessioni terriere in cambio di servizio militare. L'influenza dei moghul si riflette nell'abbigliamento e nelle armi dei sovrani Malla nei ritratti dell'epoca, oltre che nell'adozione della terminologia persiana per gli uffici le pratiche amministrative in tutto il Nepal.
Nel frattempo le lotte intestine avvenute in Tibet nel corso degli Anni Venti del 1700 portarono a un decisivo intervento dei potenti sovrani cinesi della Dinastia Qing (1644–1911). Un esercito cinese installò a Lhasa nel 1728 il Sesto Dalai Lama, stazionandovi governatori militari (amban) attraverso cui controllare gli eventi locali. Nel 1729 rappresentanti dei tre regni nepalesi inviarono omaggi e doni all'imperatore cinese a Pechino, con il risultato che i Qing considerarono il Nepal alla stregua di un regno confinante tributario (idea per altro non condivisa in Nepal). La formazione di grossi imperi sia a nord sia a sud ebbe così luogo in un periodo in cui il Nepal stava vivendo una notevole debolezza del suo centro tradizionale. I tre regni vivevano una vita trasognata — isolati, indipendenti e litigiosi nella loro valle montana —, mentre i sistemi loro circostanti diventavano via via più vasti e centralizzati.
Arrivati al XVII secolo le zone di montagna a nord della valle e quella dei kirati a est erano rimaste le sole a conservare sistemi comunitari tribali, influenzati in varia misura da idee e pratiche indù. A ovest e a sud si estendevano molti staterelli governati da dinastie di guerrieri di casta Kshatriya, diversi dei quali, a sud, sostenevano di discendere da dinastie principesche Rajput. 
(Giuseppe Tucci, Nepal: alla scoperta del regno Malla, p. 66)
Nel vicino ovest, attorno al sistema del fiume Narayani, si estese una confederazione di principati detti i Chaubise (i Ventiquattro), tra cui Makwanpur e Palpa. Nell'ovest estremo, attorno al sistema del fiume Karnali, se ne estese un'altra, detta dei Baise (i Ventidue) (vedi Regno Khasa), dominata dal Raja di Jumla. Queste due confederazioni erano in costante conflitto, e gli staterelli membri lo erano parimenti tra loro. In aggiunta, i regni di Katmandu, Patan, e Bhaktapur (Bhadgaon) si alleavano periodicamente con questo o quello dei principi di tali staterelli. Tra tutti loro vi era la consapevolezza dell'esistenza di una cultura distinta della zona himalayana, ma nessun autentico concetto di Nepal come nazione.
I primi contatti tra la popolazione del Nepal e europei avvennero anch'essi nel periodo dei Malla tardi, quando nel 1628 i missionari portoghesi João Cabral ed Estêvão Cacella visitarono Lhasa, e in seguito Cabral da solo il Nepal. La prima missione dei cappuccini fu fondata a Katmandu nel 1715. Tali contatti riguardarono comunque soltanto un ristrettissimo numero di persone, mentre di molto maggiore importanza fu la crescita del potere britannico in India, particolarmente nel Bengala, a sud est del Nepal, nel corso del XVIII secolo. Nel 1764 la Compagnia britannica delle Indie orientali aveva già ottenuto dal fatiscente impero moghul il diritto di governare tutto il Bengala, ai tempi una delle zone più prospere dell'Asia. La Compagnia studiò le possibilità di espandere i propri commerci e autorità in Nepal e Bhutan e verso il Tibet, dove i nepalesi avevano già loro agenzie commerciali in importanti stanziamenti. In tal modo la sempre più potente compagnia cominciò a emergere come un jolly giocabile volta per volta dai regni del Nepal nelle loro contese locali, aprendo potenzialmente tutta la zona himalayana alla penetrazione britannica.

## Caduta della Dinastia Malla
La dinastia Malla governò la Valle di Katmandu fino a quando, nel 1768-69, dopo la battaglia di Kirtipur, essa fu invasa da Prithvi Narayan Shah del regno di Gorkha, cui va il credito di aver avviato la campagna per l'unificazione del Nepal e che si autoproclamò re del nuovo Regno del Nepal denominato Asal Hindustan ("La Vera Terra degli Indù"), essendo il nord dell'India occupato dai musulmani moghul

## Retaggio della Dinastia Malla
La spina dorsale dell'esercito dei Malla era costituito da soldati Tirhuti del Bihar settentrionale e di parti del Terai. La rivalità tra i tre regni della Valle di Katmandu trovò però espressione non soltanto nella guerra ma anche nelle arti e nella cultura, che fiorirono in un clima di competizione del tutto simile a quello del Rinascimento italiano. Gli straordinari complessi di templi ed edifici nelle Piazze Durbar di ciascuna città stanno a testimonianza delle enormi somme di denaro spese da sovrani che facevano a gara per superarsi a vicenda.
Il boom edilizio fu finanziato dal commercio di qualsiasi cosa, da muschio e lana fino a sale, seta cinese e persino code di yak. La Valle di Katmandu si trova al punto di partenza di due itinerari diversi verso il Tibet, via Banepa a nord est (quella che adesso è la Aranico Highway) e via Rasuwa e Langtang a nord ovest. I commercianti provenienti dal sud attraversavano le giungle del Terai in inverno onde evitare la malaria, dopo di che aspettavano a Katmandu che i passi aprissero in estate. Katmandu si arricchì e i suoi sovrani convertirono le loro ricchezze in pagode dorate e palazzi reali preziosamente scolpiti. Alla metà del XVII secolo essa acquisì il diritto di battere la moneta del Tibet con l'argento di quel paese, arricchendo ulteriormente i forzieri reali.

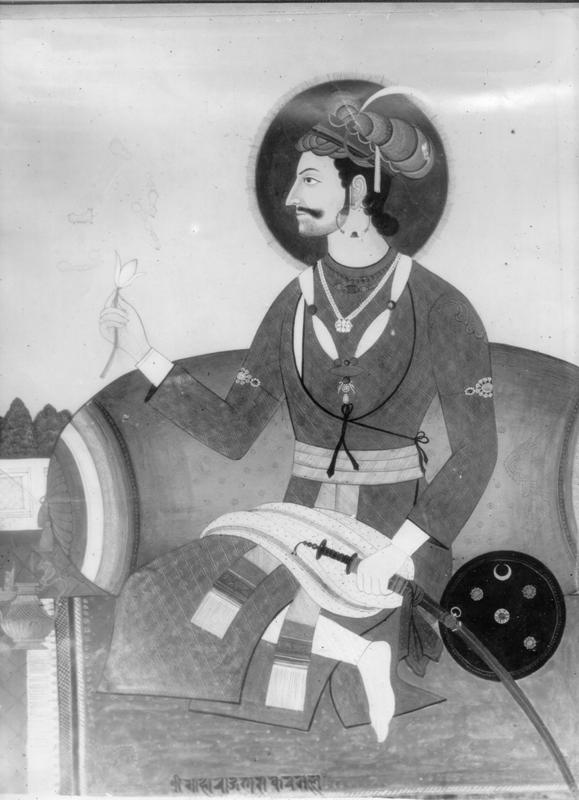
Bhaskar Malla di Katmandu (r. 1700-1714) in abbigliamento Moghul

A Katmandu re Pratap Malla (r. 1641-1674) sovrintese a quel fervore culturale con la costruzione del palazzo dell'Hanuman Dhoka, del laghetto Rani Pokhari e del primo delle diverse susseguenti colonne sormontate da una statua del re di fronte ai tempi protettivi di Taleju. La metà del XVII secolo vide un fervore di costruzioni anche a Patan.
L'era dei Malla plasmò il paesaggio religioso al pari di quello politico, introducendo i drammatici festival con i carri di Indra Jatra e Matsyendranath. I re puntellavano la propria posizione affermando di essere reincarnazioni di Visnù. Veneravano inoltre la Kumari, una dea vivente ritenuta la reincarnazione di Taleju.
I cosmopoliti Malla assorbirono anche influenze straniere. La corte indiana dei moghul ne influenzò l'abbigliamento e la pittura, e diede loro le armi da fuoco e il già visto sistema delle concessioni terriere, che in anni successivi avrebbe avuto un profondo effetto. Agli inizi del XVIII secolo, durante il regno di Pratap Malla, missionari cappuccini attraversarono il Nepal per raggiungere il Tibet, e furono loro, tornati a casa, a dare all'Occidente la prima descrizione dell'esotica Katmandu. Dopo la sconfitta dei re Malla, i discendenti sopravvissuti lasciarono la valle e si stabilirono in diverse parti del Nepal, usando cognomi come Raghubansi, Rajbanshi e Pradhananga.

## Malla della Valle di Katmandu

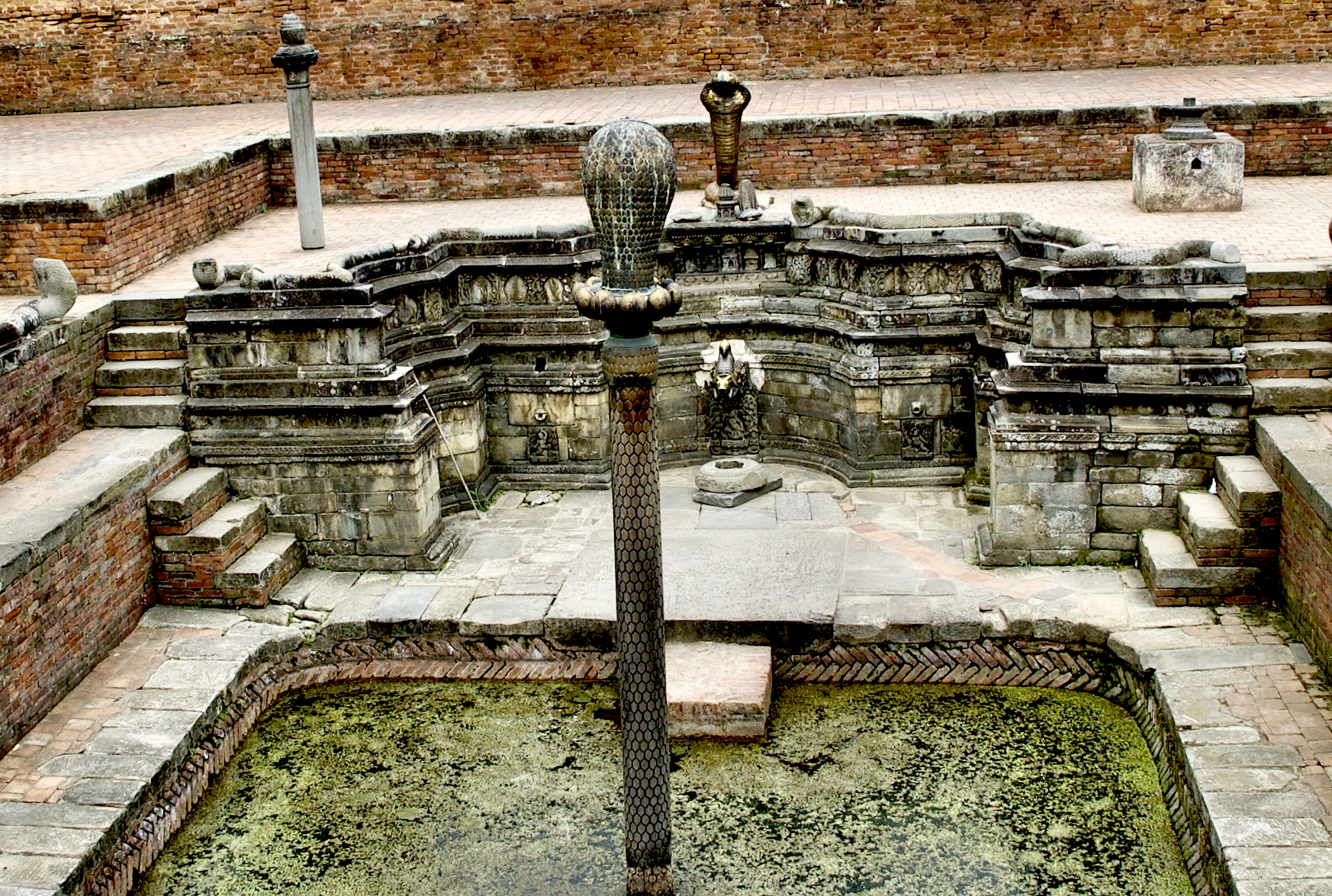
Naga Pokhari (Bagno Reale) nel Mul Chowk, Bhaktapur

1. Ari Deva c.1201 - 1216
2. Abhaya Malla c.1216 - 1235
3. Ranasura c.1216
4. Jayadeva Malla c.1235 - 1258
5. Jayabhima Deva c.1258 - 1271
6. Jayasimha Malla c.1271 - 1274
7. Ananta Malla c.1274 - 1310
8. Jayananada Deva c.1310 - 1320
9. Jayari Malla c.1320 - 1344
10. Jayarudra Malla c.1320 - 1326
11. Jayaraja Deva c.1347 - 1361
12. Jayarjuna Malla c.1361 - 1382
13. Jayasthiti Malla c.1382 - 1395
14. Jayajyotir Malla c.1395 - 1428
15. Jayakiti Malla c.1395 - 1403
16. Jayadharma Malla c.1395 - 1408
17. Jayayakshya Malla c.1428 - 1482

## Malla di Kantipur
1. Ratna Malla 1482 - 1520
2. Surya Malla 1520 - 1530
3. Amara Malla 1530 - 1538
4. Narendra Malla 1538 - 1560
5. Mahendra Malla 1560–1574
6. Sadashiva Malla 1574–1583
7. Shivasimha Malla 1583–1620
8. Lakshminarasimha Malla 1620 - 1641
9. Pratapa Malla 1641–1674
10. Chakravartendra Malla 1669
11. Mahipatendra Malla 1670
12. Jayanripendra Malla 1674–1680
13. Parthivendra Malla 1680–1687
14. Bhupalendra Malla 1687–1700
15. Bhaskara Malla 1700–1714
16. Mahendrasimha Malla 1714–1722
17. Jagajjaya Malla 1722–1736

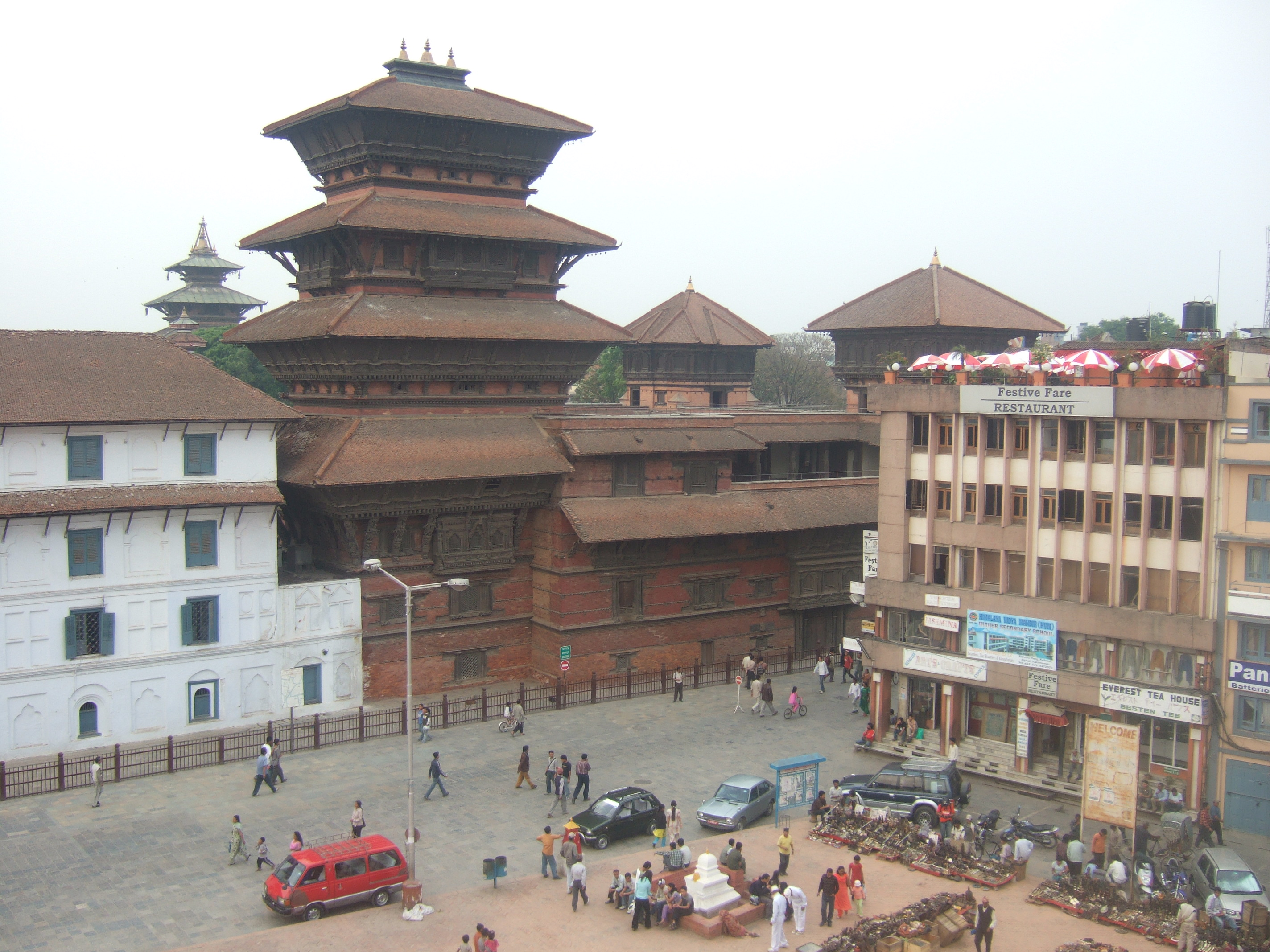
Antico Palazzo Reale a Katmandu (Kantipur)

18. Jaya Prakash Malla 1736–1746, 1750–1768
19. Jyoti Prakash Malla 1746–1750

## Malla di Lalitpur
1. Purandara Simha c.1580 - 1600
2. Harihara Simha c.1600 - 1609

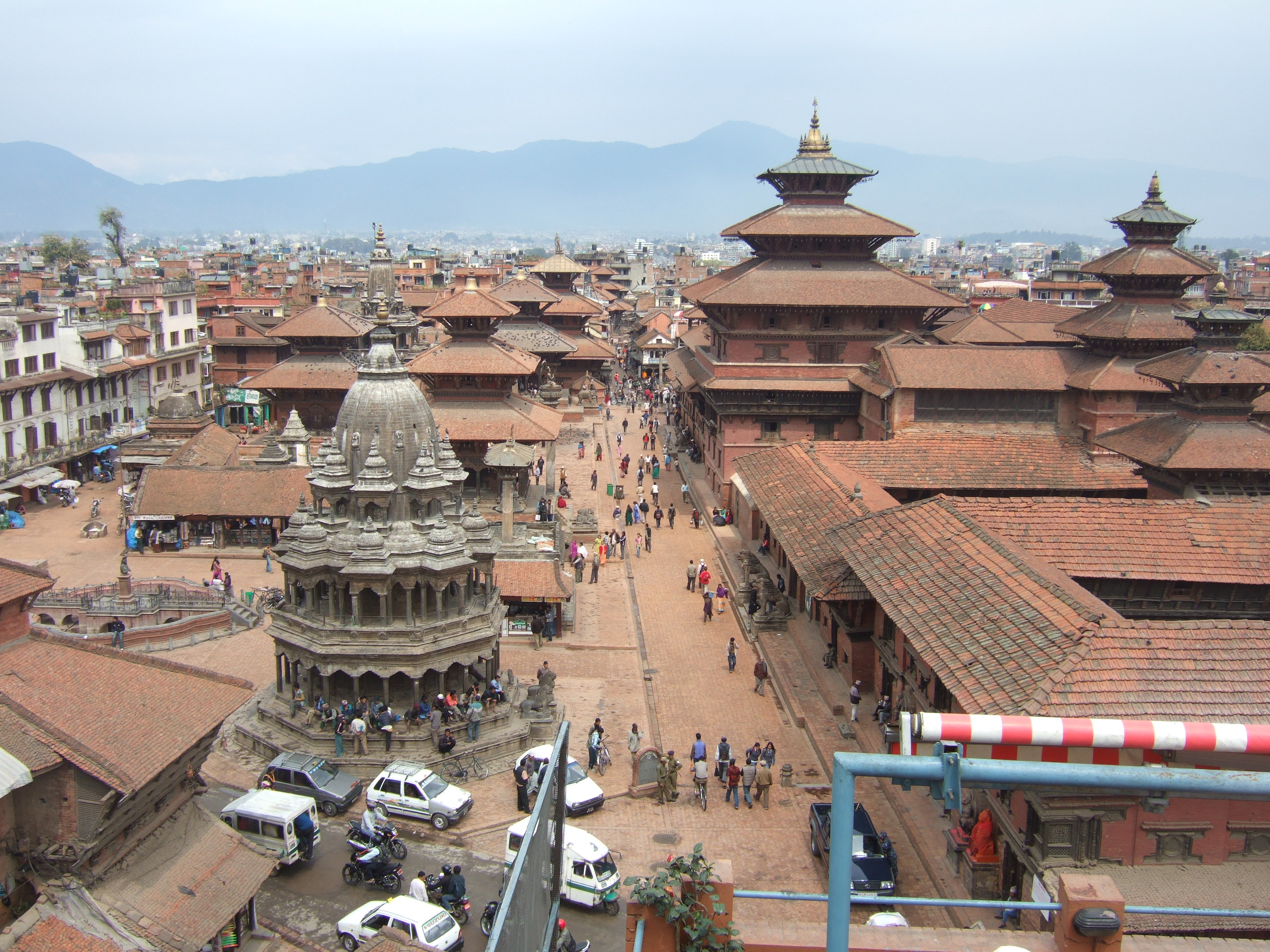
Templi induisti e antico Palazzo Reale a Patan (Lalitpur)

3. Shiva Simha (King of Kantipur) 1609 - 1620
4. Siddhi Narasimha 1620 - 1661
5. Srinivasa Malla 1661 - 1685
6. Yoga Narendra Malla 1685–1705
7. Loka Prakash Malla 1705–1706
8. Indra Malla (Purandara Malla) 1706–1709
9. Vira Narasimha Malla 1709
10. Vira Mahindra Malla 1709–1715
11. Riddhi Narasimha 1715–1717
12. Mahindra Simha (King of Kantipur) 1717–1722
13. Yoga Prakash Malla 1722–1729
14. Vishnu Malla 1729–1745
15. Rajya Prakash Malla 1745–1758
16. Vishvajit Malla 1758–1760
17. Jaya Prakash Malla (King of Kantipur) 1760–1761, 1763–1764
18. Ranajit Malla (King of Bhaktapur) 1762–1763
19. Dala Mardan Shah 1764–1765
20. Tej Narasimha Malla 1765–1768

## Malla di Bhaktapur

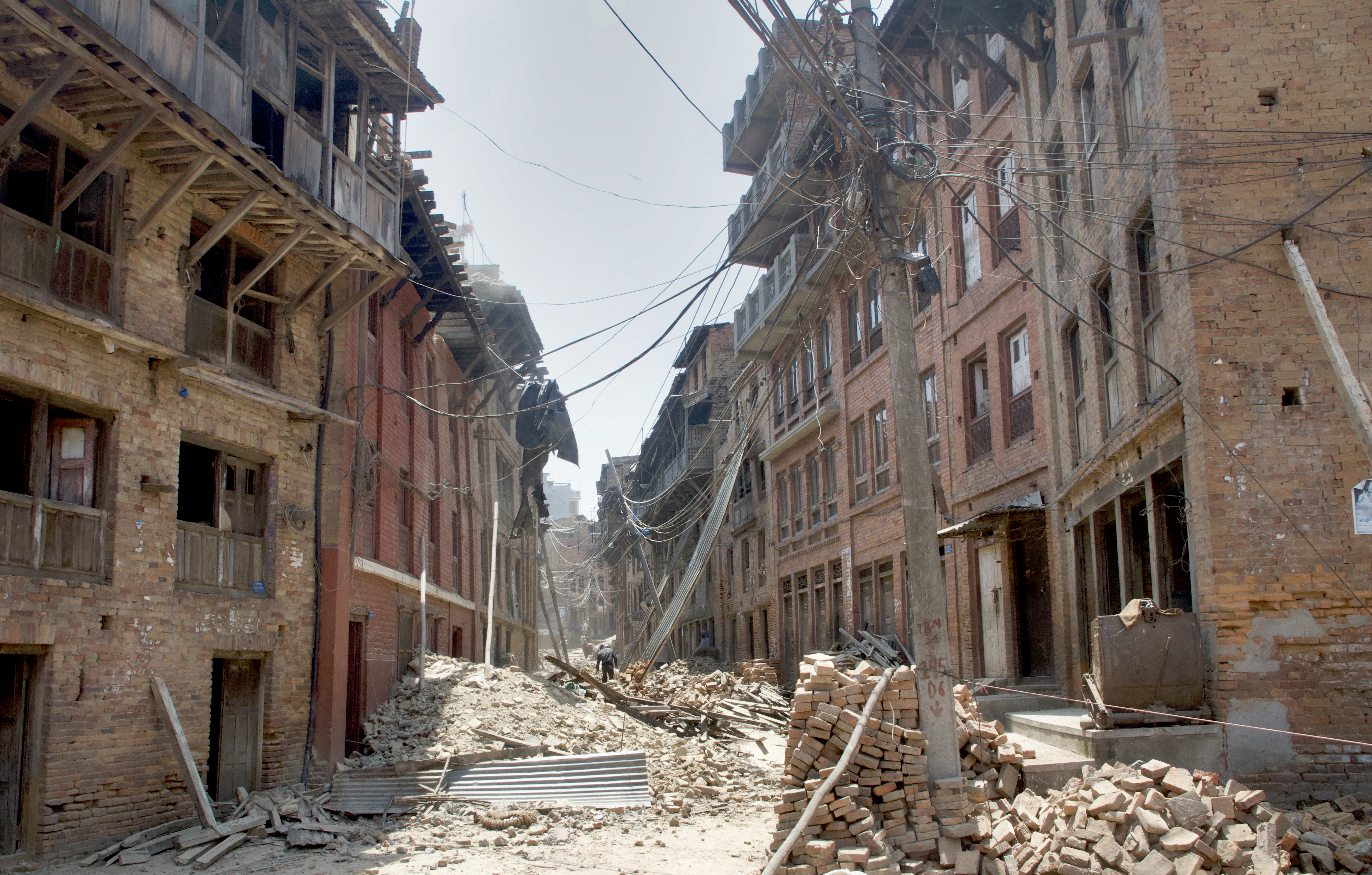
Rovine di Bhaktapur dopo il terremoto del 2015

1. Raya Malla 1482 - 1519
2. Prana Malla 1519 - 1547
3. Vishva Malla 1547 - 1560
4. Trailokya Malla 1560–1613
5. Jagajjyoti Malla 1613–1637
6. Naresha Malla 1637–1644
7. Jagat Prakasha Malla 1644–1673
8. Jitamitra Malla 1673–1696
9. Bhupatindra Malla 1696–1722
10. Ranajit Malla 1722–1769

## Galleria d'immagini

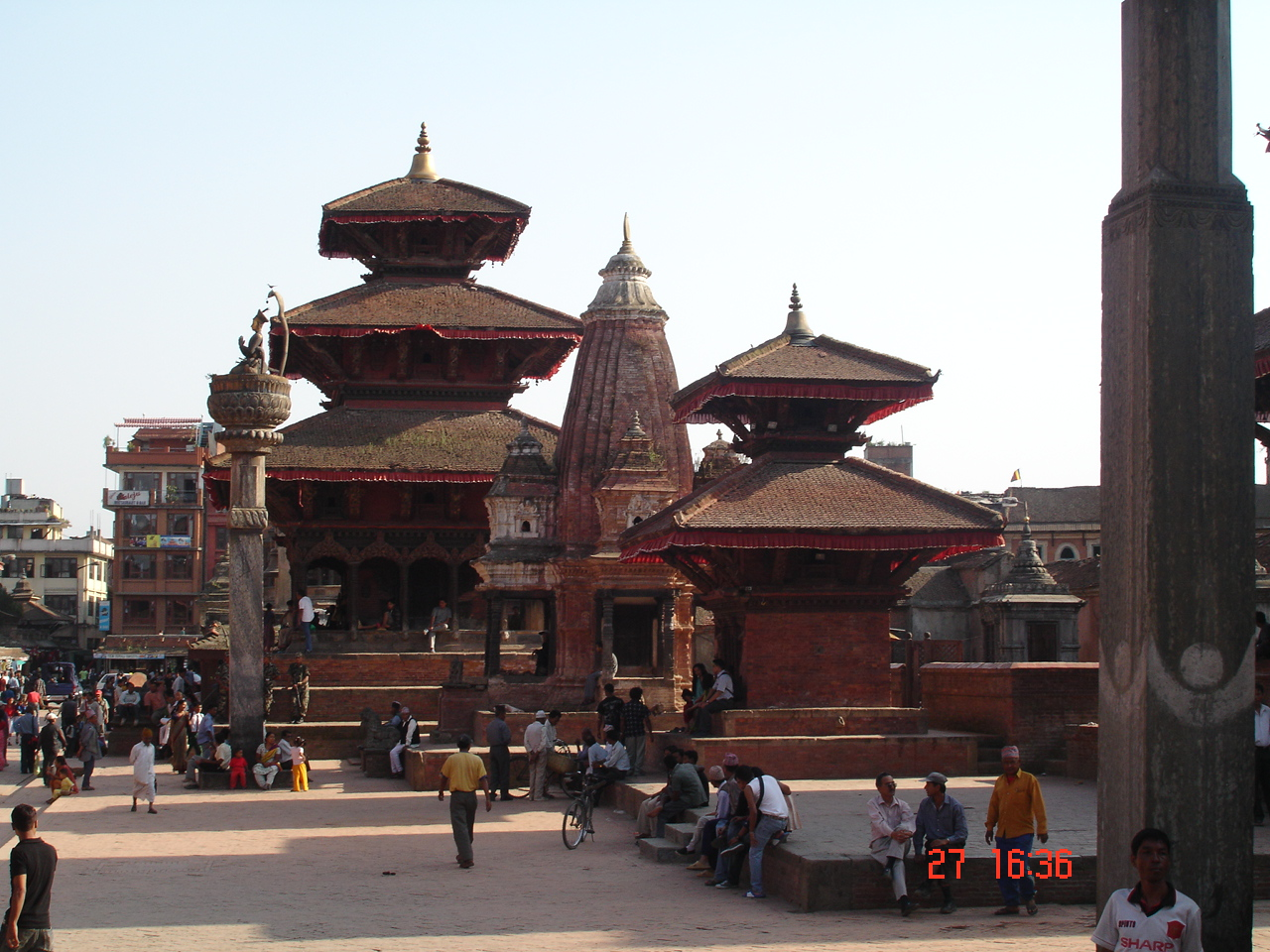
Zona del palazzo dei Malla a Lalitpur, con colonna e statua di re Yoga Narendra Malla.
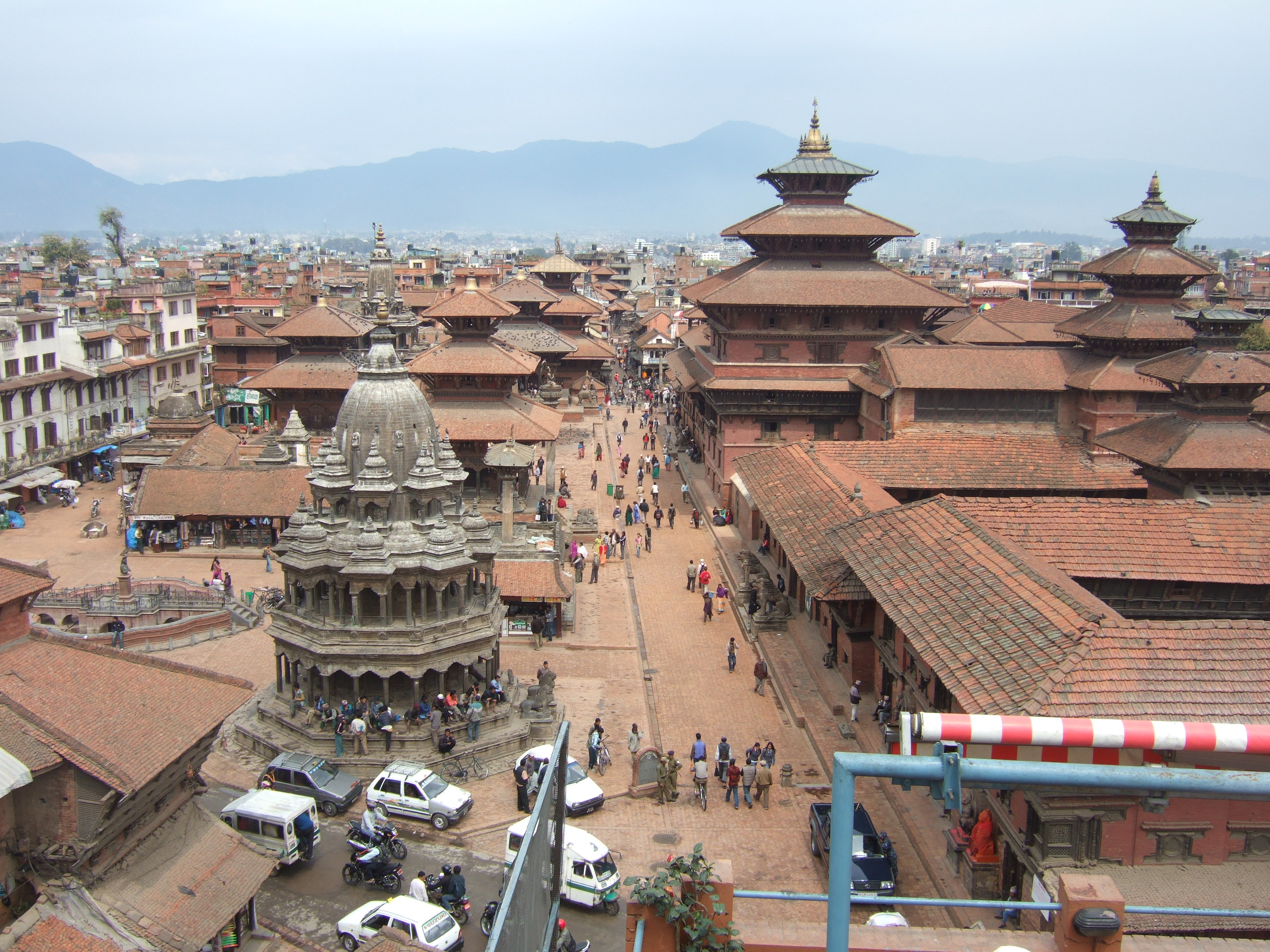
Palazzo Reale e templi indù a Patan (Lalitpur).
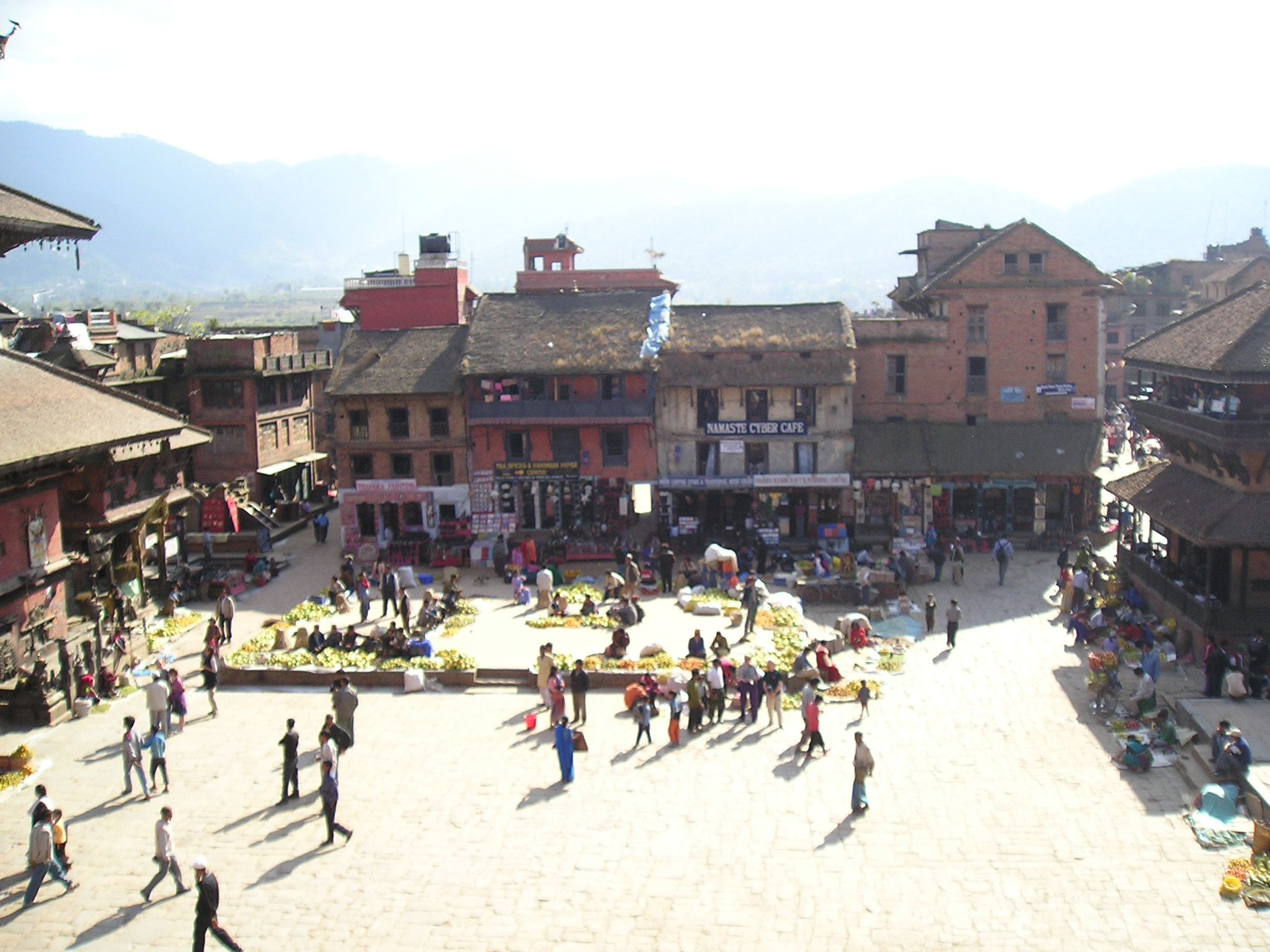
PiazzaTaumadhi a Bhaktapur.
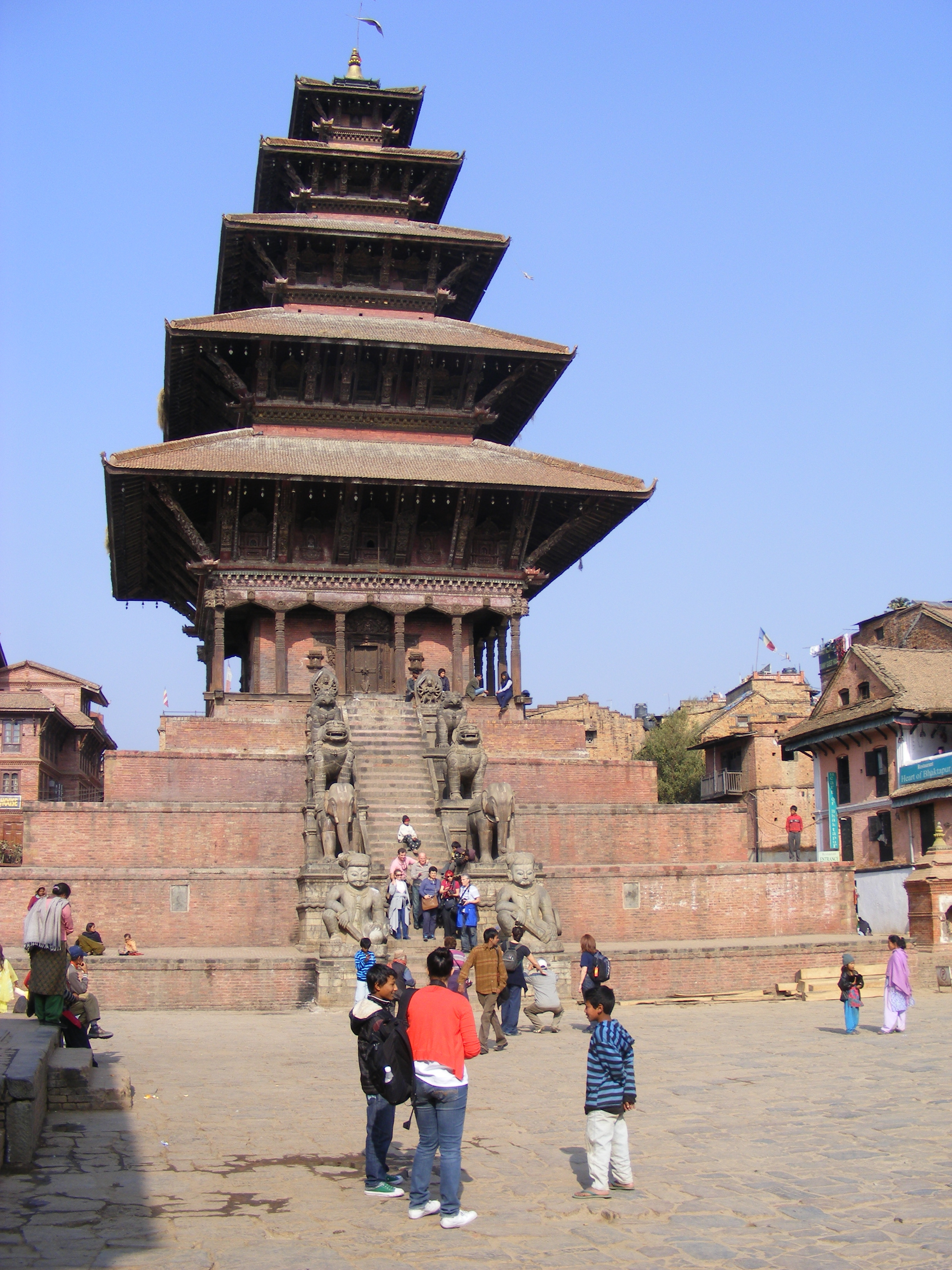
Tempio di Nyatapola (Bhaktapur).
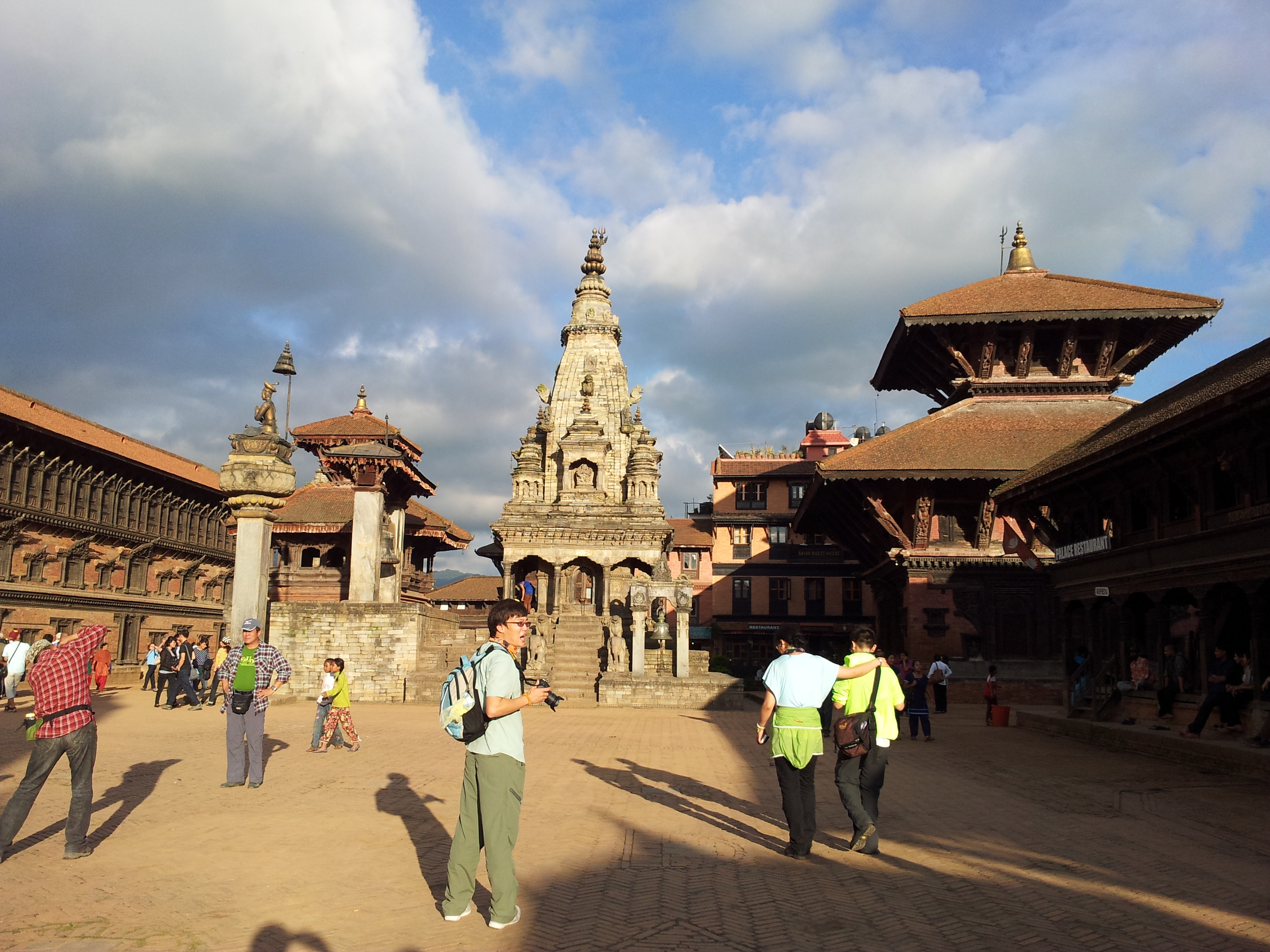
La Piazza Durbar di Bhaktapur.
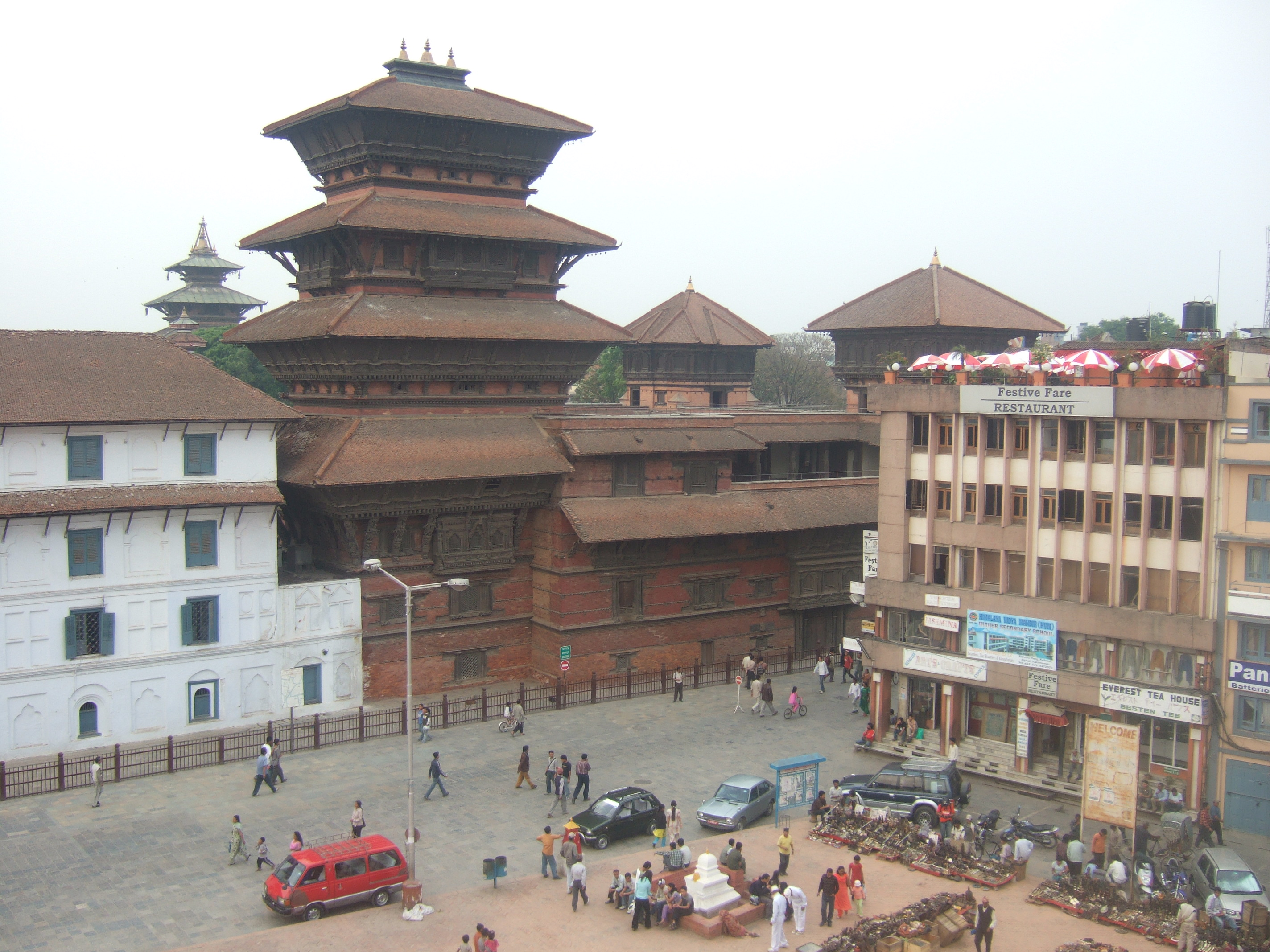
Vecchio Palazzo Reale di Katmandu (Kantipur).
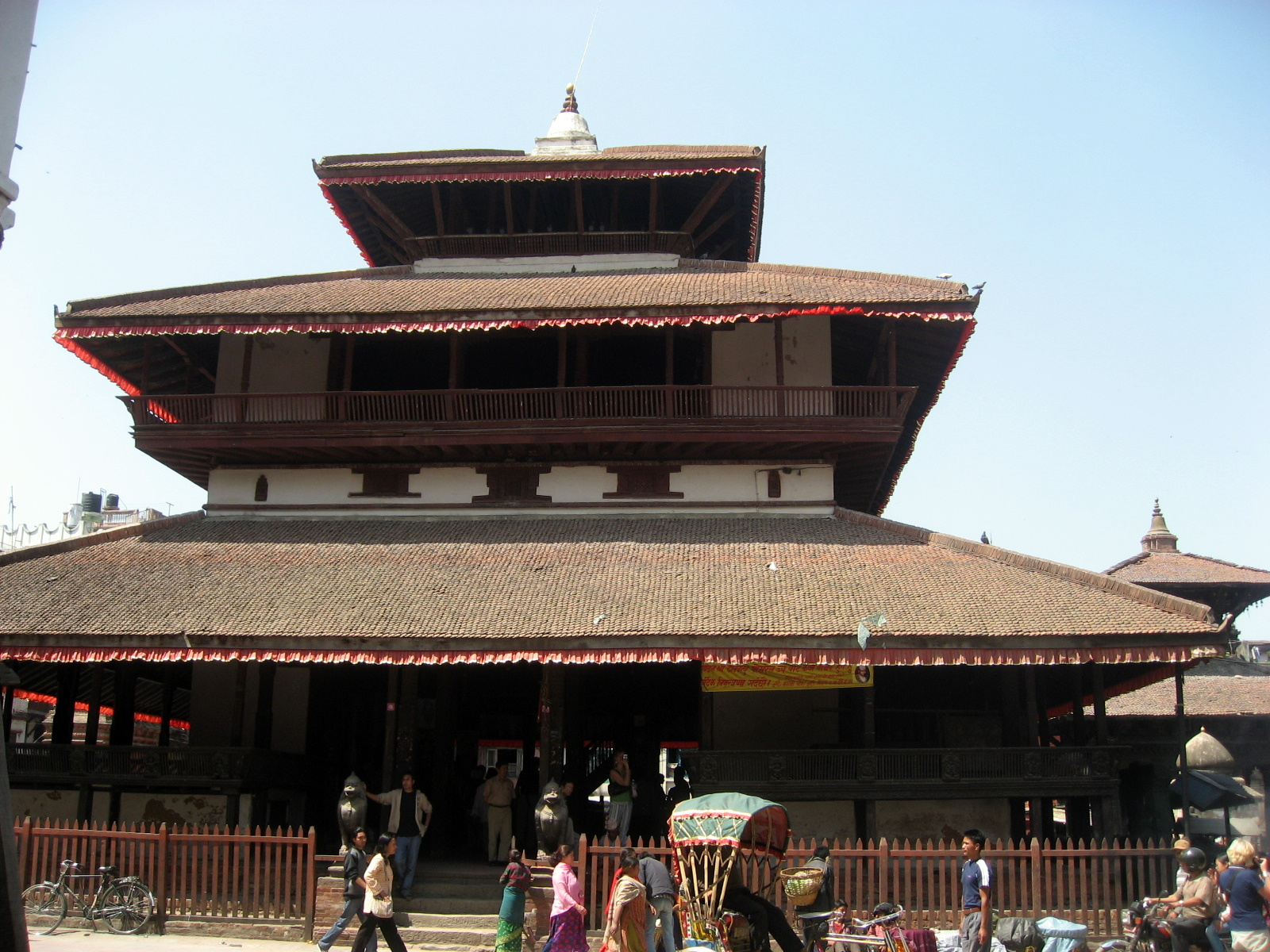
Complesso Kasthamandap (Kantipur).
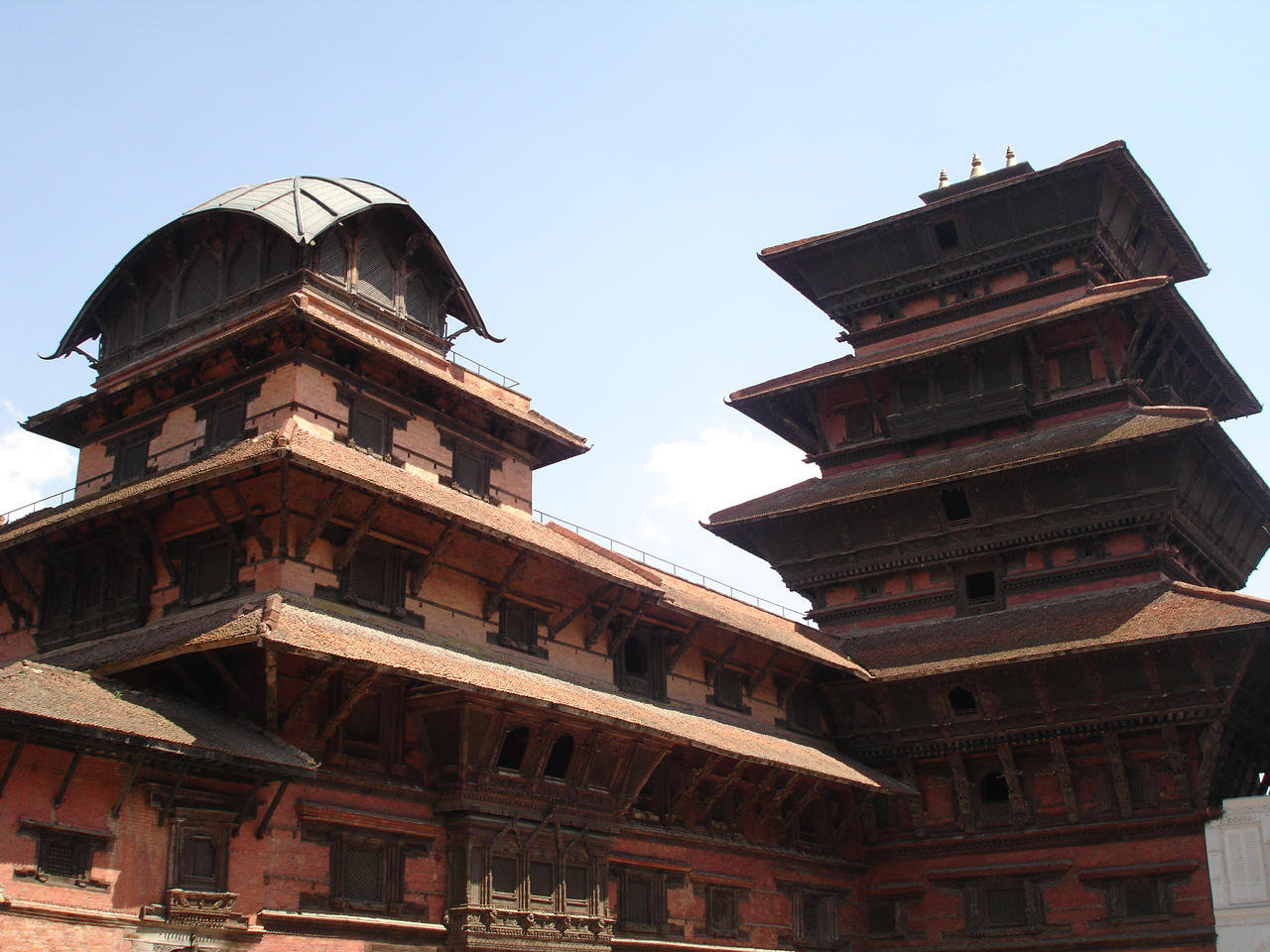
Complesso palaziale di Basantapur (Kantipur).
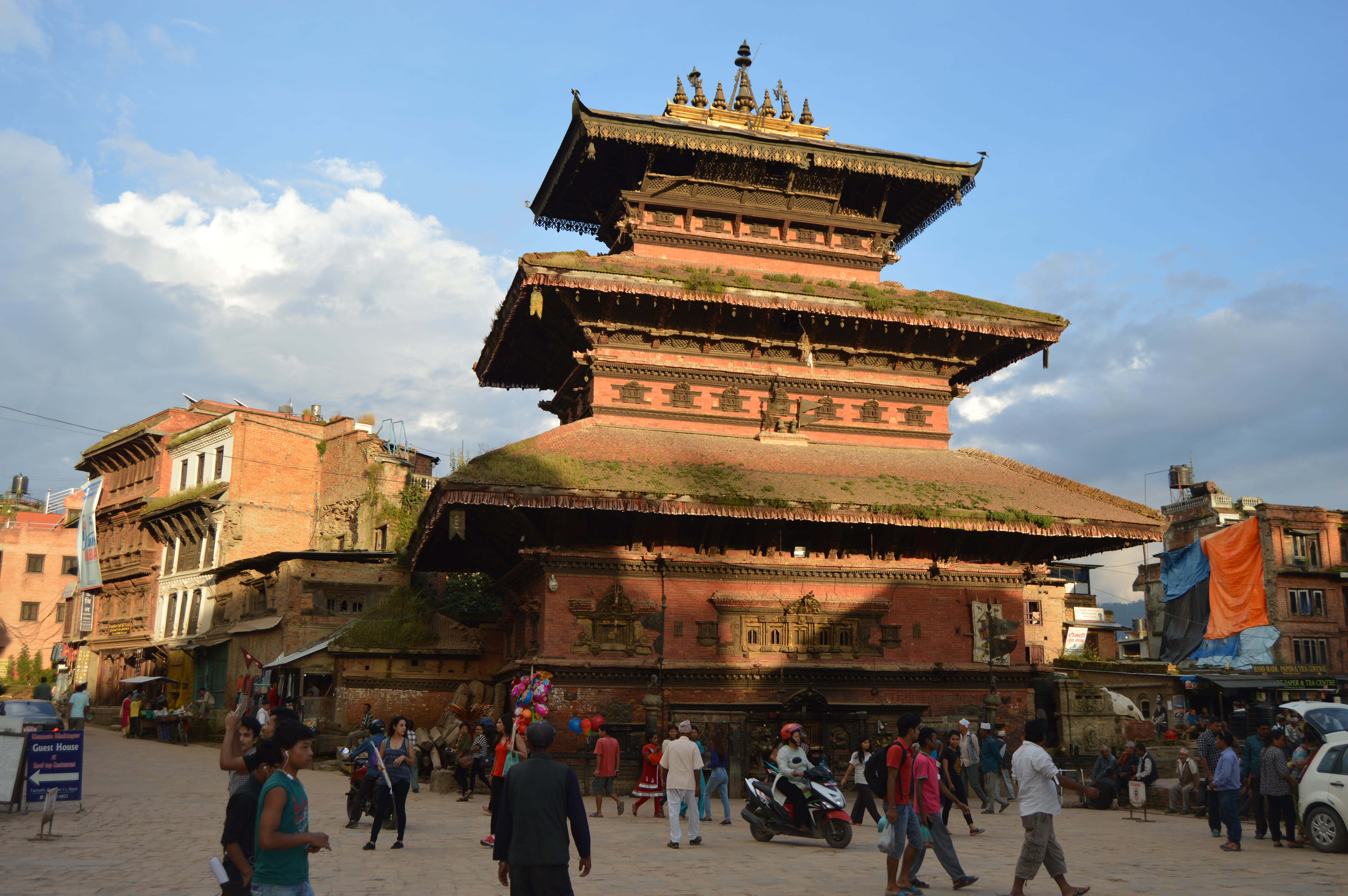
Bhairabnath nella Piazza Durbar di Bhaktapur.
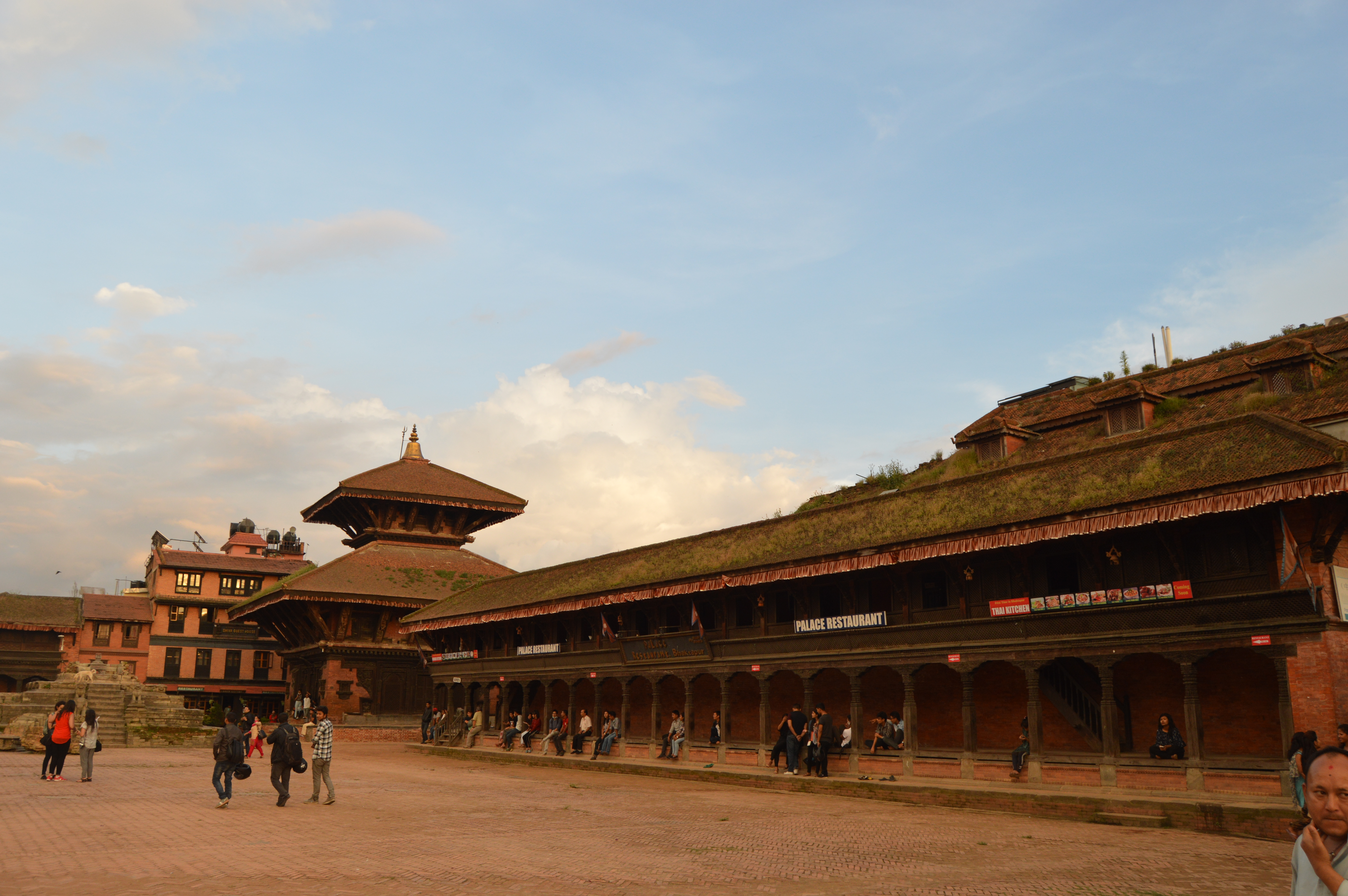
Piazza Durbar a Bhaktapur